# Team (zespół)
Team – słowacki zespół rockowy założony w 1980 roku w Martinie. W latach 1989–1991 grupa była trzykrotnym zwycięzcą Złotego Słowika, najważniejszej nagrody muzycznej w Czechosłowacji, w kategorii najlepszy zespół.

## Historia
Zespół został założony przez gitarzystę Dušana Antalíka i basistę Ivana Válka w 1980 roku w Martinie. Do zespołu wkrótce dołączył wokalista i klawiszowej Milan Dočekal i perkusista Ivan Marček. Zespół zawiesił działalność w latach 1982–1984, na czas odbywania obowiązkowej służby wojskowej przez muzyków. Zespół reaktywowano w 1985 roku. Rok później do zespołu dołączył drugi klawiszowiec Bohuš Kantor. W 1986 roku zespół nagrał utwór „Na jednej lodi” oraz rozpoczął prace nad debiutanckim albumem muzycznym.
W 1988 roku do zespołu dołączył wokalista Pavol Habera, wcześniej śpiewający w zespole muzycznym Avion. W tym samym roku został wydany debiutancki album muzyczny, zatytułowany Team. Album wydała słowacka wytwórnia muzyczna Opus. Największym przebojem z tego albumu był utwór „Reklama na ticho”. W 1989 roku wydano na rynku debiutancki album w języku esperanto, pod tytułem Ora Team. Album wydała szwajcarska wytwórnia muzyczna LF-Koop we współpracy z Opusem. Teksty piosenek na esperanto przetłumaczył menadżer zespołu Stano Marček.
W 1989 roku Team wydał drugi album, zatytułowany Prichytený pri životu. Przebojami z drugiego albumu były utwory „Prievan v peňaženke” i „Lietam v tom tiež”. Trzeci album muzyczny został zatytułowany Team 3. Na płycie znalazł się przebój „Držím ti miesto”. Kolejne albumy muzyczne (zatytułowane po prostu Team 4 i Team 5) ukazały się w latach 1991 i 1993.
W 1997 roku zespół wydał album Voľná zóna, na której zaśpiewał Roman Révai. Była to też ostatnia płyta, w której nagrywaniu wziął udział klawiszowiec Bohuš Kantor. Pavol Habera wrócił do zespołu w 1999 roku.
W 2002 roku zespół wydał album Mám na teba chut. Przebojami z tej płyty były tytułowa piosenka i „Slovník cudzích snov”. W 2003 roku zespół wydał album koncertowy Live in Praha. W 2004 roku ukazał się album Team X, a trzy lata później Team 11. W 2014 roku zmarł długoletni perkusista Team Ivan Marček. Nowym perkusistą w zespole został Marcel Buntaj.
Utwór „Držím ti miesto” znalazł się na ścieżce dźwiękowej amerykańskiego horroru Hostel z 2005 roku.

## Aktualny skład zespołu
- Pavol Habera – śpiew, gitara
- Dušan Antalík – gitara
- Ivan Válek – gitara basowa
- Juraj Tatár – instrumenty klawiszowe
- Marcel Buntaj – perkusja

## Dyskografia
- Team (1988, wytwórnia płytowa: Opus, producent: Július Kinček)
- Prichytený pri životu (1989, wytwórnia płytowa: Opus, producent: Július Kinček)
- Team 3 (1990, wytwórnia płytowa: Tommü Records, producent: Július Kinček)
- Team 4 (1991, wytwórnia płytowa: Tommü Records, producent: Július Kinček)
- Team 5 (1993, wytwórnia płytowa: Tommü Records, producent: Team)
- Voľná zóna (1996, wytwórnia płytowa: ENA Production, producent: Dušan Antalík)
- 7sedem (2000, wytwórnia płytowa: Forza, producenci: Dušan Antalík, Pavol Habera, Július Kinček)
- Mám na teba chuť :-) (2002, wytwórnia płytowa: Universal Music, producenci: Dušan Antalík, Pavol Habera, Július Kinček)
- Live in Praha (2003, wytwórnia płytowa: Interkoncerts Praha, producent: Team)
- Team X (2004, wytwórnia płytowa: Universal Music, producenci: Dušan Antalík, Pavol Habera, Július Kinček, Juraj Tatár)
- Team 11 (2007, wytwórnia płytowa: Universal Music, producenci: Dušan Antalík, Pavol Habera, Juraj Tatár)

Źródło: 